# Версия 1.0
«Версия 1.0» (англ. One Point 0) — научно-фантастический фильм в жанре киберпанк, рассказывающий о действии психотронного оружия на людей.

## Сюжет
Фильм рассказывает о программисте по имени Саймон. Вернувшись домой, он обнаруживает пустую коробку. Его беспокоит тот факт, что в квартиру кто-то мог проникнуть. Это происходит снова и снова, и каждый раз это становится всё более загадочным. Кроме того, он должен написать программный код для клиента, но никак не может его дописать. Ему начинает казаться, что его код заражён неизвестным вирусом. Этот факт, а также появление очень странных соседей приводят Саймона на границу паранойи и ужаса.

## В ролях
| Актёр                | Роль              |
| -------------------- | ----------------- |
| Джереми Систо        | Саймон            |
| Удо Кир              | Деррик            |
| Дебора Кара Ангер    | Триш              |
| Брюс Пейн            | Сосед             |
| Константин Флореску  | Высокий Человек   |
| Ана Мария Попа       | Элис              |
| Мэтт Девлин          | Кассир            |
| Лэнс Хенриксен       | Ховард            |
| Юджин Бёрд           | Найл              |
| Эмиль Хостина        | Домовладелец      |
| Константин Котиманис | Детектив Полански |
| Себастьян Кнапп      | Детектив Харрис   |

Адама, механическую голову, озвучили Удо Кир и Джереми Систо.

## Интересные факты
- В фильме появляется автомобиль советского производства «Волга» ГАЗ-24-10 чёрного цвета.

## Награды
2004
Кинофестиваль «Сандэнс» (Park City, Юта, США)Гран-при — драма, номинирован
Международный фестиваль фантастических фильмов в Каталонии (Сиджес, Испания)Лучший фильм, номинирован
Международный фестиваль фантастического кино «Фантазия» (Монреаль, Канада)AQCC Award-Mention, лучший международный фильм; Most Ground-Breaking Film
2005
Премия «Эдда» (Исландия), номинацииBest Picture; Best Production Design; Лучший звук или музыка; Режиссёр года.
Málaga International Week of Fantastic Cinema (Испания)Лучшая актриса, Лучший фильм; Best Feature Film